# Bahía Astrolabe
Astrolabe Bay (lit., 'bahía [del] Astrolabio) es una gran bahía del mar de Bismarck en la isla de Nueva Guinea, administrativamente perteneciente a Papua Nueva Guinea localizada en la costa sur de la provincia de Madang. Se extiende desde el del cabo Iris, en el sur, hasta el cabo Croisilles, en el norte. Fue descubierta en 1827 por Jules Dumont d'Urville y lleva el nombre de su barco. La capital de la provincia de Madang, llamada también Madang se encuentra en la costa de la bahía del Astrolabio.